# Anolis argillaceus
Anolis argillaceus (кубинський темний аноліс) — вид ігуаноподібних ящірок родини анолісових (Dactyloidae). Ендемік Куби.

## Поширення і екологія
Кубинські темні аноліси поширені на сході Куби. Вони живуть в дощових лісах, вічнозелених і листяних тропічних лісах, соснових лісах, прибережних хвойних лісах, трапляються в саванах та на кавових плантаціях. Відкладають яйця.